# Beth Behrs
Beth Behrs, właściwie Elizabeth Ann Behrs (ur. 26 grudnia 1985 w Lancaster w Pensylwanii) – amerykańska aktorka telewizyjna i filmowa, znana głównie z roli Caroline Channing w serialu Dwie spłukane dziewczyny.

## Filmografia

### Filmy fabularne
- 2009: American Pie: Księga miłości jako Heidi
- 2012: Route 30, Too! jako obca dziewczyna
- 2013: Uniwersytet potworny jako Carrie Williams (głos)
- 2015: Chasing Eagle Rock jako Deborah

### Seriale TV
- 2010: Agenci NCIS: Los Angeles jako kolędniczka
- 2011: Castle jako Ginger
- 2011–2017: Dwie spłukane dziewczyny jako Caroline Wesbox Channing
- 2018: Teoria wielkiego podrywu jako Nell
- 2018–: The Neighborhood jako Gemma Johnson